# Asiato-americani

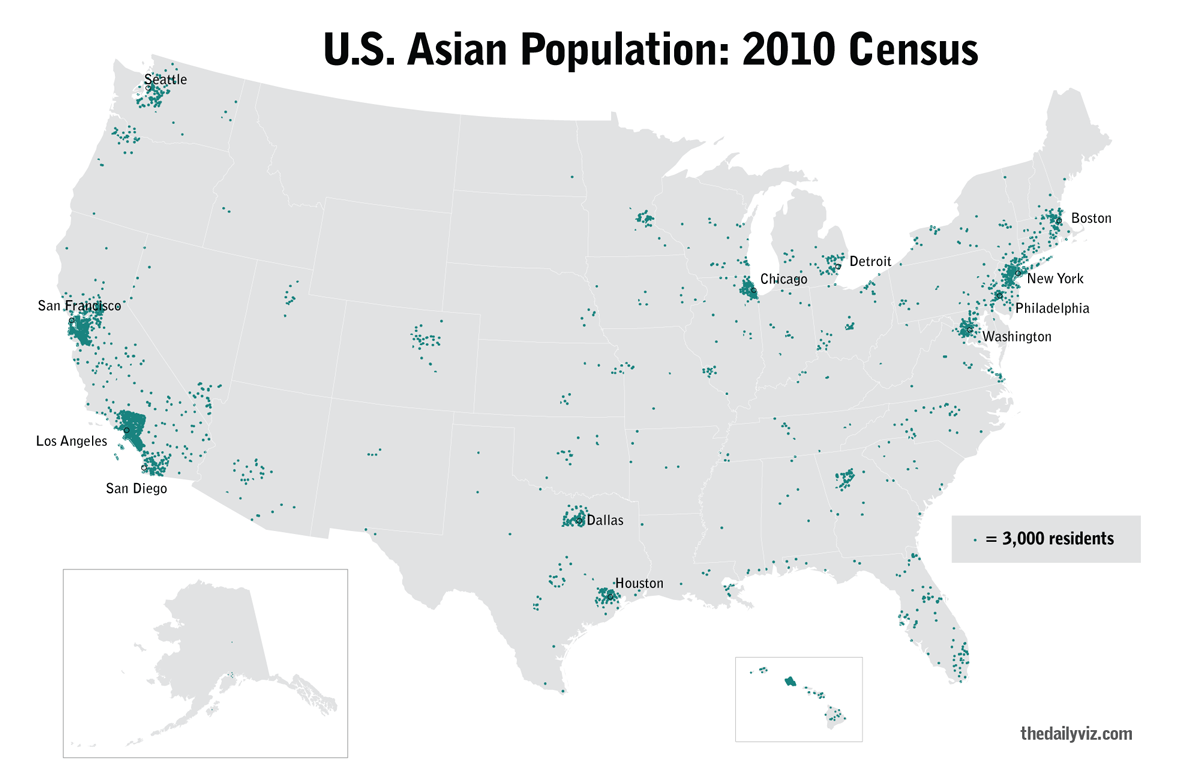
Arii populate de asiatici

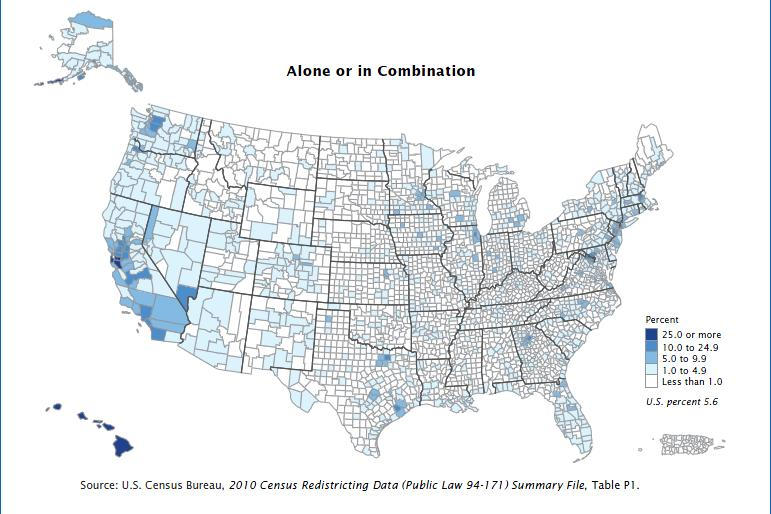
Arii populate după comitate

Asiato-americanii sau Americanii asiatici sunt americani de origine asiatică. Definiția dată de US Census Bureau asiaticilor din Statele Unite se referă la persoanele care au origini în oricare dintre popoarele originale din Orientul Îndepărtat, Asia de Sud-Est sau subcontinentul indian. Aceștia includ persoanele care au indicat rasa lor ca „asiatică” sau au raportat naționalitți cum ar fi chineză, filipineză, indiană, vietnameză, coreeană, japoneză și „altă origine asiatică”.
Conforma estimărilor din 2012 americanii asiatici alcătuiesc peste 5% din populația Statelor Unite.

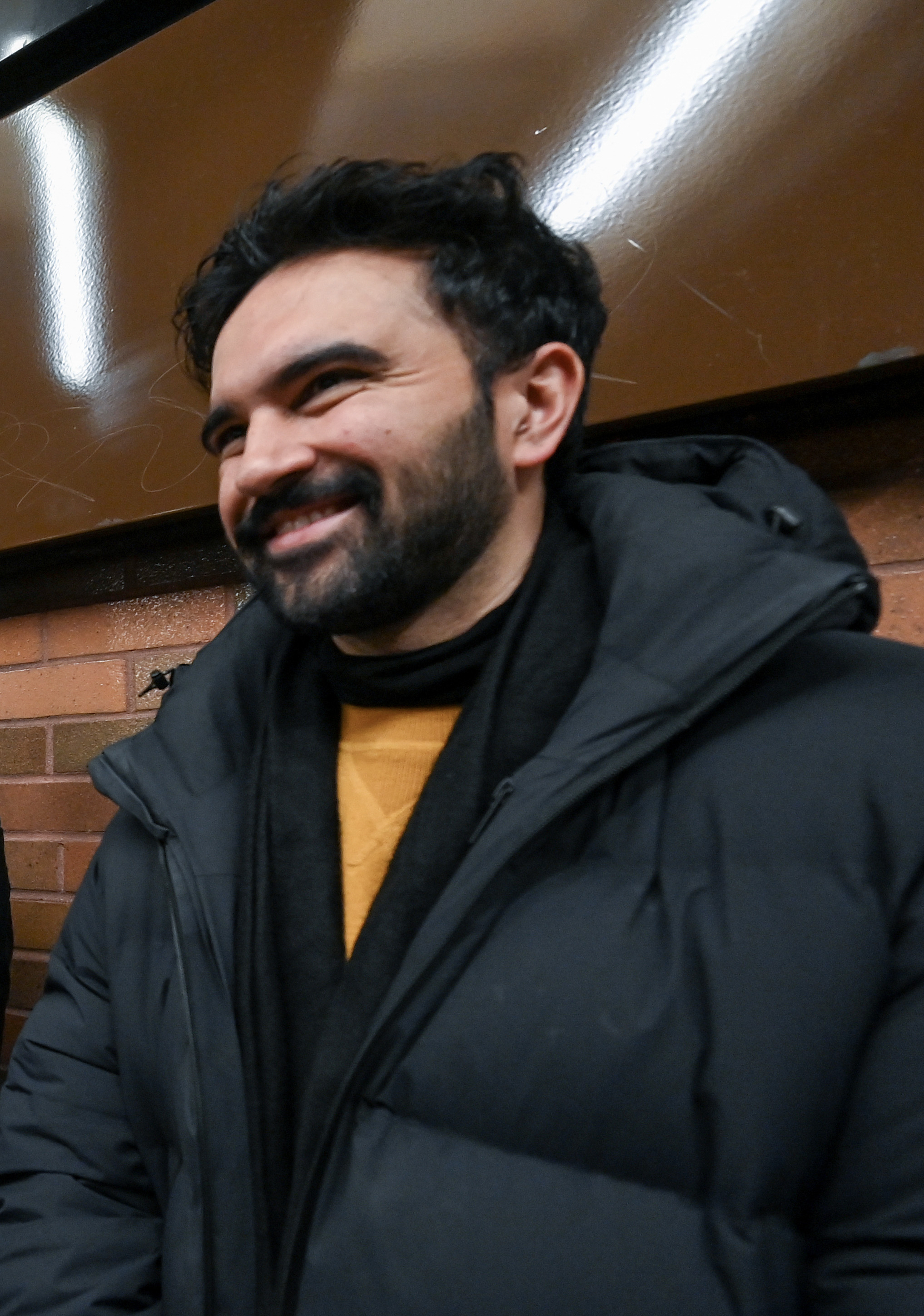
Zohran Mamdani, candidatul Democraților la alegerile pentru funcția de primar al orașului New York

## Demografie

### Asiaticii din SUA după origine etnică
| Group                   | Populație 2000 | Populație 2010 | Creștere |
| ----------------------- | -------------- | -------------- | -------- |
| Bengalezi               | 57,412         | 147,300        | 156.6%   |
| Bhutanezi               | 212            | 19,439         | 9,069.3% |
| Birmani                 | 16,720         | 100,200        | 499.3%   |
| Cambodgieni             | 206,052        | 276,667        | 34.3%    |
| Chinezi                 | 2,865,232      | 4,010,114      | 40.0%    |
| Filipinezi              | 2,364,815      | 3,416,840      | 44.5%    |
| etnici Hmong            | 186,310        | 260,073        | 39.6%    |
| Indieni                 | 1,899,599      | 3,183,063      | 67.6%    |
| Indonezieni             | 63,073         | 95,270         | 51.0%    |
| Japonezi                | 1,148,932      | 1,304,286      | 13.5%    |
| Coreeni                 | 1,228,427      | 1,706,822      | 38.9%    |
| Laoțieni                | 198,203        | 232,130        | 17.1%    |
| Malaezi                 | 18,566         | 26,179         | 41.0%    |
| Maldivieni              | 51             | 127            | 149.0%   |
| Mongoli                 | 5,868          | 18,344         | 212.6%   |
| Nepalezi                | 9,399          | 59,490         | 532.9%   |
| Okinawa (etnici ryukyu) | 10,599         | 11,326         | 6.9%     |
| Pakistanezi             | 204,309        | 409,163        | 100.3%   |
| Singaporezi             | 2,394          | 5,347          | 123.4%   |
| Srilankezi              | 24,587         | 45,381         | 84.6%    |
| Taiwanezi               | 132,038        | 215,582        | 65.2%    |
| Thailandezi             | 150,283        | 237,583        | 58.1%    |
| Vietnamezi              | 1,223,736      | 1,737,433      | 42.0%    |
| Alții, nespecificați    | 376,723        | 623,761        | 65.6%    |
| Total                   | 11,898,828     | 17,320,856     | 45.6%    |

## Vezi și
- Americani albi
- Americani negri
- Indieni americani
- Hispano-americani și latino-americani